# ハーグ・レジデンティ管弦楽団
ハーグ・レジデンティ管弦楽団（ハーグ・レジデンティかんげんがくだん、Het Residentie Orkest）は、オランダの事実上の首都ハーグにあるオーケストラである。

## 概要
オランダの名指揮者ヘンリ・ヴィオッタによって1904年に創立される。1911年のリヒャルト・シュトラウス・フェスティバルにおいてシュトラウス自身が彼の作品を指揮し、その後もストラヴィンスキー、レーガー、ラヴェル、ヒンデミット等の作曲家を招聘している。1949年から1973年までの長きにわたり、ウィレム・ヴァン・オッテルローが首席指揮者、音楽監督をつとめ、このオーケストラの水準を大きく向上させた。オッテルローの指揮により、フィリップスやコンサート・ホール・ソサエティ等に多くの音源が残されている。その後、後述のようにライトナー、スヴェトラーノフ等が後を継ぎ、2005年より2012年までネーメ・ヤルヴィが首席指揮者をつとめた。本拠であったデン・ハーグの芸術科学劇場が1967年に焼失した後、市内の演奏会場を転々としたが、1987年に新劇場ドクター・アントン・フィリップス・ホールがベアトリクス女王臨席のもとにオープン、2015年までここを本拠とした。ホールは併設するルーセント・ダンス劇場と共に2015年に解体された後、文化複合施設Amareとして2021年にリニューアルオープン。以降、楽団はAmare内の新コンサートホールを本拠としている。

## 首席指揮者
- ヘンリ・ヴィオッタ(1904年 - 1917年)
- ピーテル・ヴァン・アンルーイ（英語版） (1917年 - 1935年)
- フリーツ・スフールマン(1938年 - 1949年)
- ウィレム・ヴァン・オッテルロー (1949年 - 1973年)
- ジャン・マルティノン(1975年 - 1976年)
- フェルディナント・ライトナー(1976年 - 1980年)
- ハンス・フォンク(1980年 - 1991年)
- エフゲニー・スヴェトラーノフ(1992年 - 2000年)
- ヤープ・ヴァン・ズヴェーデン(2000年 - 2005年)
- ネーメ・ヤルヴィ (2005年 - 2012年)
- ニコラス・コロン（英語版）(2018年 - 2021)
- アニャ・ビールマイアー（英語版） (2021年 - 2025年)
- 準メルクル (2025年 -  )